# Achille de Daunant
Pour les articles homonymes, voir Daunant.
Achille de Daunant est un homme politique et magistrat français, né le 9 janvier 1786 à Nîmes (Gard) et mort le 21 septembre 1867 dans la même ville. 

## Biographie

### Famille et formation
Achille Henry Jules de Daunant naît le 9 janvier 1786 à Nîmes du mariage de Paul Guillaume de Daunant, militaire, homme politique, et de Suzanne Gabrielle Meynier de Salinelles. La lecture des actes de l'état civil de Nîmes nous indique qu'il a sept frères et sœurs, dont trois morts en bas âge :
- Paul Guillaume de Daunant épouse Suzanne Gabrielle Meynier de Salinelles.
  - Gabrielle Pierrette Rosalie Françoise de Daunant (1781-1783).
  - Adèle Catherine Étienne Rosalie de Daunant (1784-1834). Elle épouse Adrien de Gasparin.
  - Achille Henry Jules de Daunant (1786-1867). Il épouse épouse Rose Gardies.
  - Pierre Jean Gaston de Daunant (1788-1811).
  - Gabrielle Henriette Catherine Laure de Daunant (1790-1864). Elle épouse Augustin de Gasparin (1787-1857)[2].
  - Antoine Isaac Paradès de Daunant (1797-1874), préfet. Il épouse Jeanne Louise Pons puis Élisabeth Delpuech.
  - Paul Agenor Henri de Daunant (1798-1799).
  - Ernestine Pierrette Laure de Daunant (1800-1807).

Le 31 octobre 1813 à Alès, il épouse Rose Gardies. De ce mariage, naissent quatre enfants :
- Achille Henry Jules de Daunant épouse Rose Gardies.
  - Pauline Suzanne de Daunant (1814-1872). Le 5 juin 1834 à Nîmes, elle épouse Charles Frédéric Boileau de Castelnau.
    - Emmanuel Boileau de Castelnau (1857-1923), alpiniste.

  - Jean Louis Gaston de Daunant (1817-1819).
  - Joseph Henri Léonce de Daunant (1820-1848).
  - Gentille Antoinette Julie de Daunant (1825-1883). Le 3 décembre 1842 à Nîmes, elle épouse François Albin Colomb dont la descendance est autorisé à relevé le nom " Colomb de Daunant " par décret du 6 mars 1928.

### Carrière professionnelle
Magistrat de profession, il est le premier président de la cour d'appel de Nîmes de 1833 à 1848 ; et le premier de la cour royale de Nîmes nommé pair de France.

### Carrière politique
Achille de Daunant est élu député du Gard le 17 novembre 1827. Il le reste jusqu'au 16 mai 1830 puis du 12 juillet 1830 au 31 mai 1831 puis du 21 juin 1834 au 3 octobre 1837.

## Distinctions
Achille de Daunant est fait chevalier de l'ordre national de la Légion d'honneur le 26 octobre 1832 au titre d'« ancien député », puis fait officier de l'ordre le 7 mai 1834 au titre de « premier président de la Cour royale de Nîmes » puis commandeur de l'ordre le 4 mai 1844 au titre de « premier président de la Cour royale de Nîmes ».
Il est également fait « pair de France » le 3 octobre 1837 par Louis-Philippe, jusqu'à la révolution de 1848.
Il est membre de l'Académie du Gard de 1842 à sa mort, il la préside en 1848.[réf. nécessaire]